# Stavekontrol
I computerterminologi er en stavekontrol en design feature eller et software program designet til at tjekke stavningen af ord i et dokument og som normalt kan komme med forslag til stavningsforslag. En stavekontrol kan implementeres som en selvstændig applikation, der er i stand til at arbejde på en blok af tekst. I mange tekstbehandlingsprogrammer, søgemaskiner og e-mail-programmer er der indlejret en stavekontrol.
| Sprog | Spire Denne artikel om sprog er en spire som bør udbygges. Du er velkommen til at hjælpe Wikipedia ved at udvide den. |

| Software | Spire Denne artikel om software og programmering er en spire som bør udbygges. Du er velkommen til at hjælpe Wikipedia ved at udvide den. |